# Fest i valen
Fest i valen var en årligen återkommande musikfestival i centrala Norrköping som arrangerades av föreningen WiseMadness mellan 1999 och 2007. Festivalen ägde rum på vinterhalvåret, vanligen februari, och hade som mål att erbjuda en blandning av olika musikgenrer för en yngre publik. Festivalen anordnades i lokalen Kulturkammaren under två dagar och släppte in maximalt 600 personer per kväll. På festivalområdet fanns tre scener och ett dansgolv. Sista året festivalen anordnades uppträdde ett fyrtiotal liveakter. 
Bandet Slagsmålsklubben uppträdde på Fest i Valen fyra gånger och släppte även sitt första musikalbum med samma namn som festivalen 2001 i femton exemplar.